# Proto-metal
Genres associés
Hard rock
Heavy metal
Le proto-metal (ou proto-heavy metal) regroupe des musiques et artistes de rock, considérés comme précurseurs ou ayant influencé le heavy metal.

## Groupes
- Steppenwolf
- Blue Öyster Cult
- Alice Cooper
- Cream
- Led Zeppelin
- Black Sabbath
- The Who
- Pink Fairies
- Hawkwind
- Jimi Hendrix
- The Stooges
- MC5
- Blue Cheer
- Mountain
- Deep Purple
- The Pretty Things
- The Sweet
- Vanilla Fudge
- Iron Butterfly